# 达尔罕·罗桑阿旺图布丹
达尔罕·罗桑阿旺图布丹（1901年—1940年代1945年？）俗名那仁满都拉，蒙古族，苏鲁克旗（今彰武县）阿日苏木大青沟村人，第四世达尔罕活佛。

## 生平
光绪二十七年（1901年），生于苏鲁克旗（今彰武县）阿日苏木大青沟村，是德吉德尼木丹之子。7岁时，被迎请至莫力庙坐床。14岁时，赴西藏拉萨色拉寺学经11年，获“拉然巴格西”学位后，先赴印度佛教圣地朝拜，后赴新加坡、香港等地游历，最后来到北京，并在蒙藏院总裁、喀喇沁亲王贡桑诺尔布的陪同下拜见了中华民国大总统袁世凯。袁世凯礼遇阿旺图布丹，承认清朝授予的“额尔德尼斯琴堪布呼图克图”，又加封“额尔德尼斯琴诺们汗呼图克图”。
阿旺图布丹回到莫力庙后，将莫力庙积存的金银财宝全部投资到通辽的“兴业银行”，他遂成为该银行最大的股东之一。他还创建了一支160人组成的“莫力庙护卫队”，并在莫力庙四周开辟商业区从事商业活动。
日本占领内蒙古东部地区后，阿旺图布丹成为日本拉拢的对象。1932年，他参加了日本扶植的“内蒙古自治军”的活动，当上了三军总军师。南京国民政府命驻热河的崔兴武、李守信等人围剿莫力庙的“内蒙古自治军”。“内蒙古自治军”因兵力短缺而战败。崔兴武、李守信等占领莫力庙之后，肆意抢劫，莫力庙遭毁灭性破坏。阿旺图布丹后来为日本人效力，于1945年因病在通辽圆寂。（一说1943年因癌症病逝，享年56岁。但该记载与达尔罕活佛的转世年龄不相符，故有误；另有说法称其于1944年3月15日在通辽圆寂，但尚无文献佐证。）

## 延伸阅读
- 有关莫力庙的兴衰，科尔沁文化，2013-03-11

| 佛教頭銜                       | 佛教頭銜                                  | 佛教頭銜                       |
| ------------------------------ | ----------------------------------------- | ------------------------------ |
| 前任： 达尔罕·罗桑丹巴日阿布杰 | 达尔罕活佛 （坐床年份不详）－（卒年不详） | 繼任： 达尔罕·罗桑丹僧日阿布杰 |